# Justus Bergman
Justus Samuel Bergman, född 2 maj 1871 i Slätthögs församling, Kronobergs län, död 29 juli 1929 i Engelbrekts församling, Stockholm, var en svensk målare och fotograf. Han var far till skådespelaren Ingrid Bergman.

## Biografi

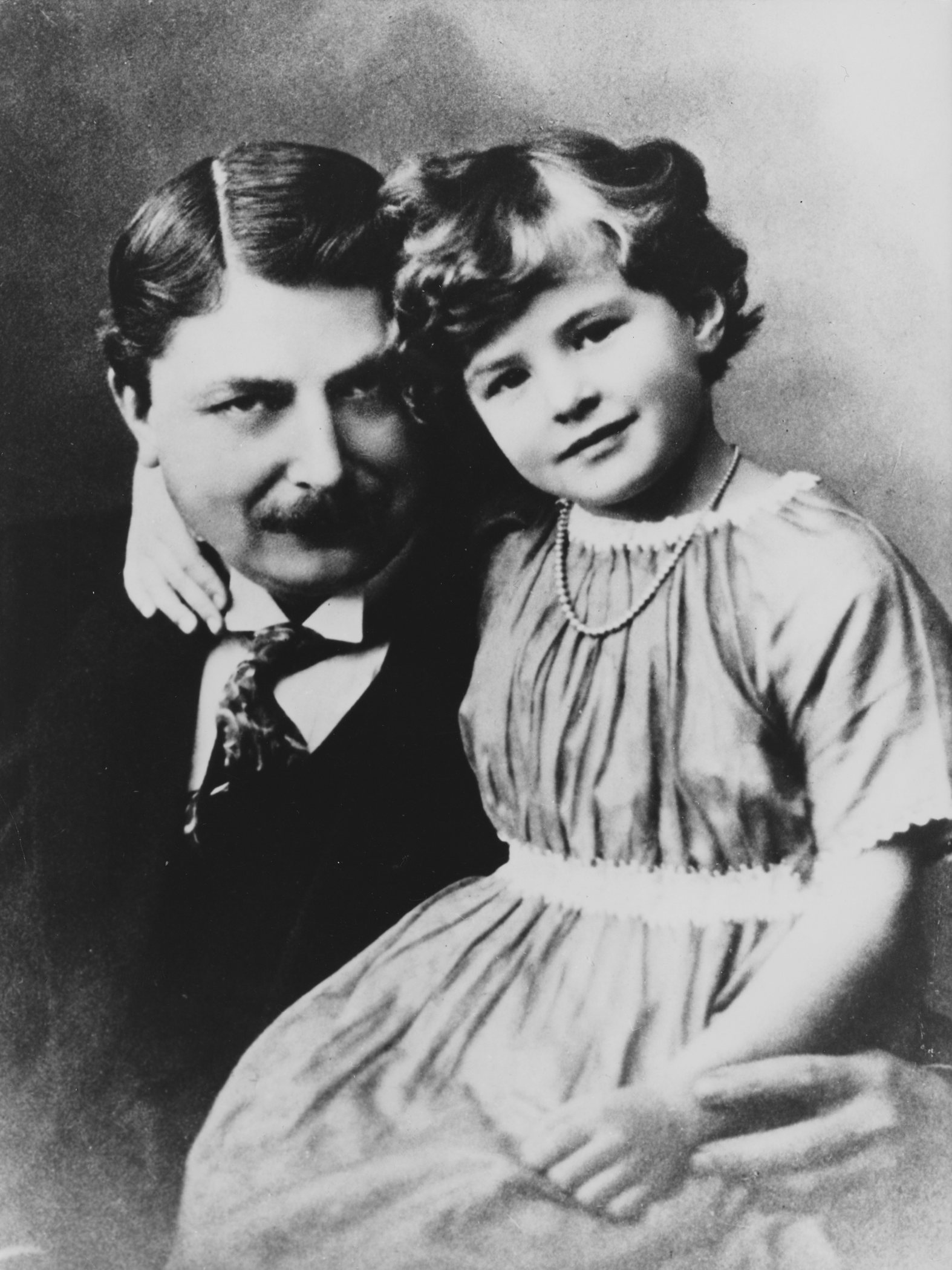
Justus Bergman 1921 med sin dotter Ingrid.

Justus Bergman växte upp i Hössjö i Slätthögs socken i Småland som son till folkskolläraren och organisten Johan Peter Bergman (1823–1908) och Brita Sophia Samuelsdotter (1830–1912). Efter att ha bott i Stockholm i ungdomen emigrerade han i februari 1893 till USA, där han utbildade sig inom konst och fotografi och en tid bland annat arbetade som dekorationsmålare i Chicago.
Justus Bergman återvände småningom till Stockholm och startade Svenska Konstindustri Anstalten för fotografi och porträttmåleri efter fotografier. Han fortsatte även studierna i Paris och för Anders Zorn, vars stil han sedan kom att efterlikna i landskapsmåleri men framför allt porträttmåleri. Vid vistelse i Tyskland träffade han Frieda Adler (född i Kiel 1884), som han där gifte sig med 1907.
Paret bosatte sig i Stockholm, granne med Kungliga Dramatiska Teatern på Strandvägen 3, där Bergman drev fotoateljé och -butik och målade porträtt på beställning med flera förnäma kunder på sitt renommé. Makarna fick tre barn, varav två dog i späd ålder och det tredje, Ingrid (född 1915), växte upp tillsammans med fadern, efter att hustrun avlidit i gulsot i januari 1918. Dottern satt gärna modell framför kameran och kom att ärva faderns intresse för fotografi och film.
Efter en tids sjukdom avled Justus Bergman i juli 1929, varvid dottern tvangs inleda en flyttkarusell hos olika släktingar, som också de avled kort därefter.
Enligt uppgift insamlade, sammanställde och restaurerade regissören Ingmar Bergman (ej släkt) många år senare de smalfilmer som Justus Bergman tog av bland andra Ingrid Bergman.
Justus Bergman är begravd på Norra begravningsplatsen utanför Stockholm.